# Рыбаков, Алексей Филиппович
Алексе́й Фили́ппович Рыбако́в (2 октября 1910 — 10 марта 1945) — старший лейтенант, командир взвода связи, участник Великой Отечественной войны, Герой Советского Союза.

## Биография
Родился 2 октября 1910 года в селе Генеральщино (ныне — в Лопатинском районе Пензенской области).
Окончил семилетнюю школу, курсы повышения квалификации рабочих-путейцев, Петровскую совпартшколу и 3-месячные курсы при Саратовской областной профтехшколе по специальности дорожного мастера. В 1932—1934 годы находился на действительной военной службе. Работал дорожным мастером на Рязано-Уральской железной дороге. Член ВКП(б).
В 1941 году призван в Красную Армию Вольским РВК Саратовской области; с июля 1942 года — в боях Великой Отечественной войны на Воронежском, с августа 1944 — на 1-м и 4-м Украинских фронтах. Участвовал в Воронежско-Касторненской наступательной операции, Курской битве, освобождении Украины, Чехословакии и Польши.
Представлен к награждению званием Героя Советского Союза за отвагу и мужество, проявленные при форсировании Днепра, захвате и удержании плацдарма на правом берегу реки. Указом Президиума Верховного Совета СССР «О присвоении звания Героя Советского Союза генералам, офицерскому, сержантскому и рядовому составу Красной Армии» от 10 января 1944 года за «образцовое выполнение боевых заданий командования на фронте борьбы с немецко-фашистскими захватчиками и проявленные при этом отвагу и геройство» удостоен звания Героя Советского Слюза с вручением ордена Ленина и медали «Золотая Звезда».
Погиб 10 марта 1945 года при форсировании Вислы во время наступления советских войск на Моравско-Остравском направлении. Похоронен в польском городе Бельско-Бяла.

## Награды
- медаль «За отвагу» (24.7.1943)[8]
- орден Красной Звезды (15.10.1943)[5]
- звание Героя Советского Союза (10.1.1944) с вручением ордена Ленина (№ 10929) и медали «Золотая Звезда» (№ 2001)[4]
- орден Отечественной войны 2-й степени (10.11.1944)[6]

## Память
- Его именем названа улица в городе Шиханы Саратовской области[2].
- В городе Шиханы Саратовской области установлен бюст А. Ф. Рыбакова[4].

## Комментарии
1. ↑  В ряде источников[2][4] местом рождения указывается Лопатино того же района.